# Feria Kantuta
Feria Kantuta es una feria de venta de productos americanos a medio uso que se realiza en el barrio Kantuta de la ciudad de Oruro, Bolivia. 
La feria se desarrolla los martes y viernes y es considerada uno de los puntos de distribución de productos americanos a medio uso hacia otras ferias del país.

## Origen
La feria Kantuta comenzó en 1973 como un mercado campesino para la venta de productos agrícolas. Esta primera feria se realizó en la actual plaza Sebastián Pagador, en la zona norte de la ciudad de Oruro, a donde llegaron productores agrícolas para comercializar sus productos de forma directa
 

La feria se trasladó al barrio Kantuta en 1978. Paulino Medrano, productor agrícola que aún se dedica a este rubro en la feria, narra sobre este momento: 
“Desde 1978 nos hemos asentado en este mercado, nosotros hemos fundado, antes no había nada, ni casa al frente, el viento traía basura, las calles puro barro, hemos sufrido porque tampoco había autos para ambular los productos a otros mercados”.
Al momento, el galpón que se construyó para la venta de los productos, ya no acoge a los comerciantes debido al mal estado en el que se encuentra; por lo que la feria se desarrolla en las calles de los alrededores

## Productos
En la actualidad, en la feria Kantuta se oferta una diversidad de productos, en especial productos americanos a medio uso.    
La feria es considerada el centro de distribución de productos a medio uso a otras ferias similares de Bolivia. La venta se realiza en las calles adyacentes a donde se encuentra el galpón que se construyó para la venta.   
La feria se desarrolla los martes y viernes y en ella se puede encontrar: fardos de ropa. a medio uso y de segunda mano, zapatos a medio uso, repuestos electrónicos, entre otros. En 2019 se evidenció que también ofrecían medicamentos, vitaminas y cosméticos expirados provenientes de Estados Unidos y China